# NGC 196
NGC 196 é uma galáxia lenticular (SB0) localizada na direcção da constelação de Cetus. Possui uma declinação de +00° 54' 47" e uma ascensão recta de 0 horas, 39 minutos e 17,8 segundos.
A galáxia NGC 196 foi descoberta em 28 de Dezembro de 1790 por William Herschel.